# Red Sails in the Sunset
Red Sails in the Sunset ist ein Album der australischen Band Midnight Oil, das im Oktober 1984 bei Columbia Records veröffentlicht wurde. Das Album wurde zwischen Juni und August 1984 in Tokio, Japan im Victor Aoyama Studio aufgenommen. Produzenten waren Nick Launay und Midnight Oil. Mit dem Album erreichte Midnight Oil zum ersten Mal die Spitze der Album-Charts in Australien. Das Cover zeigt den Hafen von Sydney nach einem nuklearen Angriff.
Aus dem Album wurden zwei Singles veröffentlicht: When the Generals Talk und Best of Both Worlds.

## Hintergrund
Red Sails in the Sunset wurde von Nick Launay produziert, der schon an ihrem Durchbruchalbum 10, 9, 8, 7, 6, 5, 4, 3, 2, 1 mitgewirkt hatte. Columbia bat die Band, ins Studio zurückzukehren und eine kommerziellere Single aufzunehmen, die in Amerika in die Charts kommen könnte, aber die Band lehnte das ab. Schlagzeuger Rob Hirst sagte, die Band habe Columbia dazu aufgefordert, das Album so zu nehmen, wie es ist, oder es bleiben zu lassen, und Columbia veröffentlichte das Album so, wie es war. Das Album hielt sich für vier Wochen auf Platz 1 der australischen Charts und landete in den Billboard 200. Singles aus dem Album wurde auch in den USA und in Großbritannien veröffentlicht, hatten jedoch keinen Erfolg in den Charts. Während das Album sich übermäßig auf technische Spielereien verließ, war die lyrische Haltung positiv. Die Band steigerte ihre musikalischen Ausdrucksmöglichkeiten und erweiterte ihr Themenspektrum auf Politik, Konsumismus, Militarismus, Atomkriegsgefahr und Umweltfragen.
Das Albumcover der japanischen Künstlerin Tsunehisa Kimura enthielt eine Fotomontage von Stadt und Hafen Sydneys, das nach einem hypothetischen Atomangriff mit Kratern übersät und verwüstet war. Live-Konzertaufnahmen des Liedes Short Memory wurden 1984 im australischen Independent-Antiatomkriegsfilm Die letzte Nacht verwendet. Ein Werbevideo für das Lied Best of Both Worlds wurde weltweit vom Kabelfernsehsender MTV ausgestrahlt. Im Januar 1985 spielte Midnight Oil das Konzert Oils on the Water auf Goat Island in Port Jackson anlässlich des zehnten Geburtstages von Triple J vor einem ausgewählten Publikum von Fans, die Tickets bei einem Radiowettbewerb gewonnen hatten. Dieses Konzert wurde gefilmt, auf ABC TV und Triple J live übertragen und als Video veröffentlicht, das im Jahr 2004 für Midnight Oils DVD Best of Both Worlds remastered wurde.

## Titel
1. When the Generals Talk (Robert Hirst, James Moginie, Peter Garrett)
2. Best of Both Worlds (Hirst, Moginie)
3. Sleep (Moginie, Hirst, Garrett)
4. Minutes to Midnight (Moginie, Garrett)
5. Jimmy Sharman’s Boxers (Hirst, Moginie)
6. Bakerman (Hirst)
7. Who Can Stand in the Way (Moginie, Garrett)
8. Kosciusko (Hirst, Moginie)
9. Helps Me Helps You (Hirst, Moginie)
10. Harrisburg (Moginie, Kevans)
11. Bells and Horns in the Back of Beyond (Midnight Oil)
12. Shipyards of New Zealand (Moginie, Garrett)

## Rezeption
William Ruhlmann von AllMusic vergab 4 von 5 Sternen und stellte fest, dass die Gruppe „ehrgeizig verschiedene lyrische Anlässe in verschiedenen Musikstilen“ aufgreife und „kriegerische Rhythmen, Singstimmen und Gitarrentexturen des Albums als Sprungbrett“ dienten. Garretts Vocals zeigten einen „unerbittlich wertenden Ton … mit tödlichem Ernst gesungen … neigten sie dazu, den potentiellen Genuss des Albums zu schmälern.“ Don Shewey von der Musikzeitschrift Rolling Stone empfand, dass die Musik „die postpunkige Abrasivität des Clash and Gang of Four mit der Music-Hall-Vielfalt der Kinks und dem puren Pop von Gruppen wie Cheap Trick kombiniert“. Shewey meinte, dass die „Bezüge zur lokalen Politik und Geschichte, die die Songs der Gruppe ausmachen und zum großen Teil für ihre enorme Anziehungskraft in Down Under verantwortlich sind, Amerikanern als exotisch oder rätselhaft erscheinen“. Bill Wolfe von Spin schrieb: „Midnight Oil ist nicht nur die australische Band der 80er, es könnte auch die Band der 80er Jahre sein.“

## Besetzung
- Martin Rotsey – Gitarre
- Peter Gifford – Bass
- Rob Hirst – Schlagzeug
- Jim Moginie – Gitarre, Keyboard, Arrangements
- Peter Garrett – Gesang

## Kommerzieller Erfolg

### Chartplatzierungen
| ChartsChartplatzierungen       | Höchstplatzierung | Wochen |
| ------------------------------ | ----------------- | ------ |
| Vereinigte Staaten (Billboard) | 177 (6 Wo.)       | 6      |

### Auszeichnungen für Musikverkäufe
| Land/Region       | Auszeichnungen für Musikverkäufe (Land/Region, Auszeichnung, Verkäufe) | Verkäufe |
| ----------------- | ---------------------------------------------------------------------- | -------- |
| Australien (ARIA) | 4× Platin                                                              | 280.000  |
| Frankreich (SNEP) | Gold                                                                   | 100.000  |
| Neuseeland (RMNZ) | Platin                                                                 | 20.000   |
| Insgesamt         | 1× Gold · 5× Platin ·                                                  | 400.000  |